# Celastrina cyaniris
Celastrina cyaniris är en fjärilsart som beskrevs av Bethune-Baker. Celastrina cyaniris ingår i släktet Celastrina och familjen juvelvingar. Inga underarter finns listade i Catalogue of Life.